# Cola de impacto

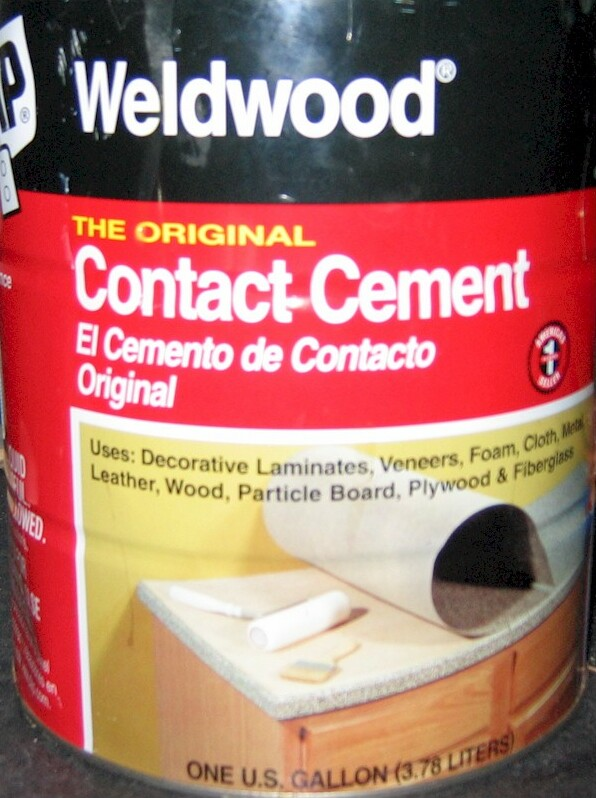
Weldwood Contact-cement.

La cola de neopreno o pegamento de neopreno es un tipo de pegamento, utilizado principalmente para pegar espumas plásticas, laminados, paneles metálicos, etc. También permite el montaje de soportes de diferentes tipos (metal sobre madera, corcho sobre yeso, madera sobre cemento, etc.)

## Características especiales
Tiene una alta capacidad adhesiva, y es muy resistente, se debe aplicar en capas finas.

## Presentación
Los adhesivos de neopreno existen en dos formas, la denominada forma “líquida” adecuada para superficies horizontales y la  tixotrópico en "gel" destinado a la instalación vertical o bajo techo (no fluye). Se envasa en un clásico tubo de cola (uso doméstico), en un cartucho para pistola o en un pote para grandes cantidades.

## Posible confusión sobre los nombres
Los adhesivos de neopreno aquí tratados no deben confundirse con los adhesivos bajo el nombre "pegamento" del tipo "neopreno" que tienen ciertas características en común con los primeros pero no tienen la misma composición. La confusión relacionada con el nombre engañoso de estos pegamentos, así como la diferencia de composición en comparación con los pegamentos imitados, puede ser muy problemática al unir ciertos materiales. De hecho, el "pegamento de tipo neopreno" puede ser ineficaz cuando el "pegamento de neopreno" no plantearía también un problema de encolado. Cabe señalar que los adhesivos de tipo contacto no designan exclusivamente adhesivos de neopreno, sino también todos los demás adhesivos caracterizados por una alta adhesión instantánea.

## Precauciones
La mayoría de los pegamentos de neopreno contienen disolventes volátiles e inflamables, por lo que es prudente usarlos en una habitación ventilada y usar una máscara que proteja la nariz y la boca de los vapores.

## Aplicación
- Aplicar sobre las dos superficies a unir con una espátula (capa fina y uniforme de aproximadamente 150  gramos por metro cuadrado).
- Si el soporte es poroso, proceder con un doble encolado de la superficie: la primera capa penetrará en el soporte y la segunda estará lista para pegar.
- Secado: dejar secar hasta que los disolventes se evaporen (de 15 a 20 min.).
- Cuando la película adhesiva parezca que ya no se pega, realice el  Ensamblaje. Atención, la captura es inmediata.